# Waco CG-15
Le Waco CG-15 était un planeur militaire américain de transport de troupes de taille moyenne, conçu par le constructeur Waco Aircraft Company (Waco) pendant la Seconde Guerre mondiale.

## Généralités
Le CG-15 fut développé à partir du CG-4. Bien qu'extérieurement similaire à son prédécesseur et transportant le même nombre de passagers, il reçut de nombreuses modification de conception, parme lesquelles des ailes raccourcies et un nez plus effilé, lui offrant une vitesse en vol plus élevée. Il disposait également d'un train d'atterrissage en porte-à-faux et d'un aménagement intérieur revu. 1 000 exemplaires furent commandés et 473 furent effectivement livrés avant l'arrêt de leur production.
Le CG-15 effectua un service limité aux côtés du CG-4A. Deux exemplaires furent transférés à l'US Navy pour des tests, recevant à l'occasion la désignation XLR2W-1. Un des deux prototypes XCG-15A fut aussi converti en planeur motorisé, grâce au montage de deux moteurs en étoile Jacobs R-755-9 et à la possibilité de lui installer des fusées d'assistance au décollage.

## Versions
- XCG-15 : Prototype. Un exemplaire obtenu par conversion d'un CG-4A ;
- XCG-15A : Nouveaux prototypes. Deux exemplaires construits ;
- CG-15A : Version de production, redésignée G-15A en 1948. 427 exemplaires produits ;
- PG-3 : Un XCG-15A équipé de moteurs Jacobs R-755-9, redésigné G-3A en 1948[1] ;
- XLR2W-1 : Désignation donnée à deux CG-15A transférés à l'US Navy[1] ;
- G-3A : PG-3 redésigné en 1948 ;
- G-15A : CG-15A redésigné en 1948.

## Utilisateurs
- États-Unis :
  - United States Army Air Forces ;
  - US Navy.

## Caractéristiques (CG-15A)
Données de The Concise Guide to American Aircraft of World War II, Dave's Warbirds.
Caractéristiques générales
- Équipage : 2 pilotes
- Capacité : 13 passagers
- Longueur : 14,9 m
- Envergure : 18,95 m
- Surface alaire : 57,88 m2
- Masse à vide : 1 814 kg
- Masse typique : 3 644 kg
- Charge utile : 1 830 kg

 Performances 
- Vitesse maximale : 290 km/h
- Charge alaire : 62,96 kg/m2

### Articles
- (en) « Transport Gliders : The Rise and Demise of a Weapon: Part Four », Air Enthusiast, Bromley, Royaume-Uni, vol. 2, no 6,‎ juin 1972, p. 318–322.